# Tropidacris cristata
Tropidacris cristata, también conocido como saltamontes gigante y saltamontes gigante de alas rojas, es una especie de saltamontes del género Tropidacris, familia Romaleidae.

## Descripción
Se encuentra entre los saltamontes más grandes del mundo en longitud y envergadura, alcanzando hasta 14,5 cm (5,7 pulgadas) y 24 cm (9,4 pulgadas) respectivamente. Las longitudes típicas para adultos son de 5,5 a 7 cm (2,2 a 2,8 pulgadas), con un promedio de 6,5 cm (2,6 pulgadas), en los machos y de 7 a 12 cm (2,8 a 4,7 pulgadas), con un promedio de 11 cm (4,3 pulgadas), en las hembras. Como lo sugiere el nombre común, los adultos de T. cristata cuentan con alas visiblemente rojas, aunque el tono rojo exacto varía. Las ninfas no voladoras y gregarias cuentan con rayas oscuras y amarillas aposemáticas y se presume que son tóxicas.

## Distribución y hábitat
Se distribuye por varios países de América, especialmente reportada en Costa Rica, México, Brasil, Ecuador, Colombia, Honduras y El Salvador. Se encuentra en una amplia gama de hábitats, tanto en tierras bajas como altas. En la parte sur de su distribución, está restringida en gran medida a regiones boscosas húmedas y semihúmedas, evitando lugares abiertos y secos, pero en la parte norte también se encuentra en hábitats algo más secos. Generalmente es bastante común, aunque Tropidacris collaris a menudo es más común donde sus rangos se superponen en América del Sur (solo T. cristata se encuentra en algunas partes del noroeste de América del Sur y en América Central).